# Resolí

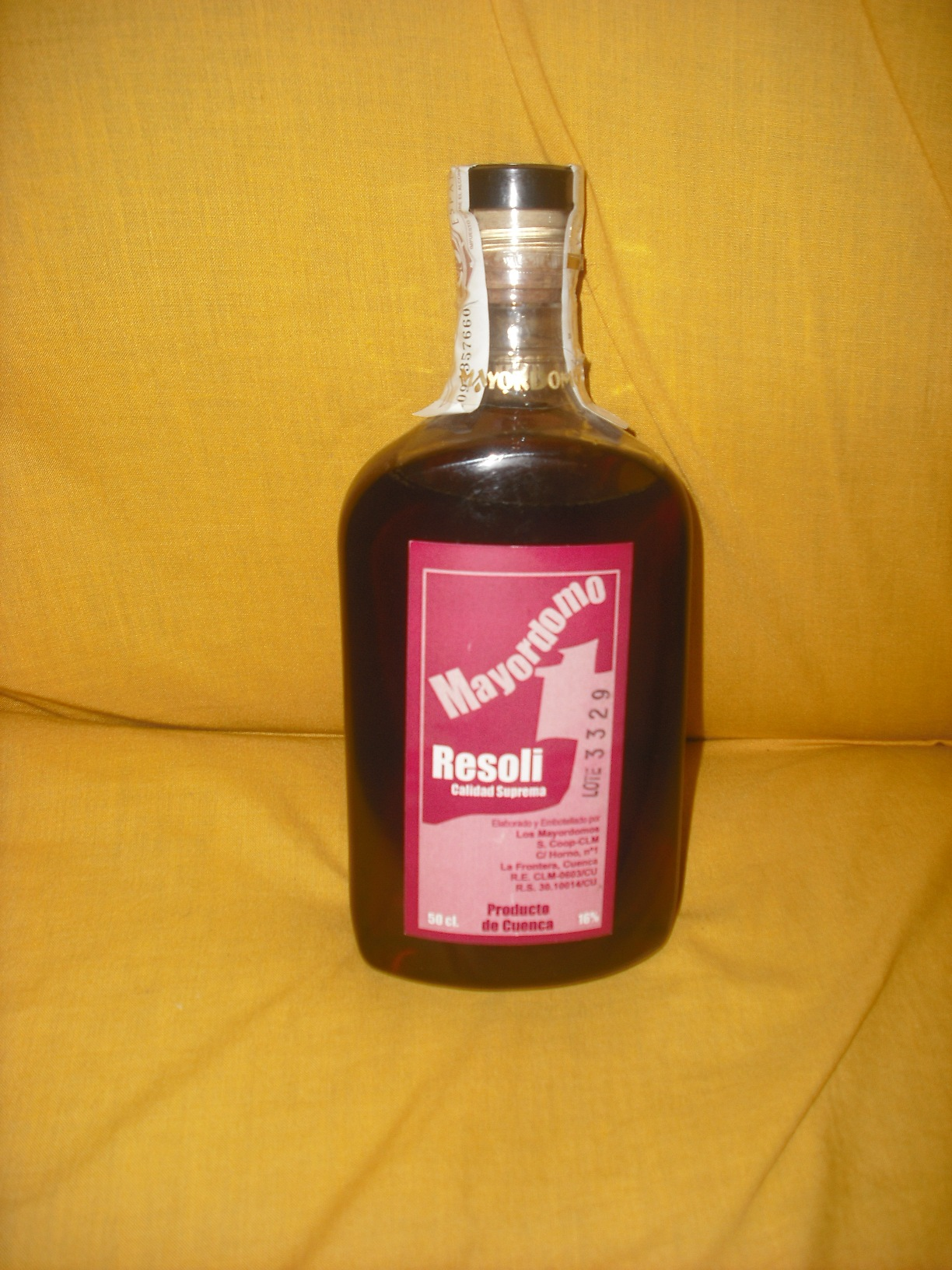
Botella de resoli.

El resoli, también conocido como resolí y arresoli, es un licor típico de la ciudad castellana de Cuenca y algunas partes de Andalucía, sobre todo en la provincia de Jaén y en la provincia de Córdoba. Su graduación está en torno a los 16-18 grados y sus ingredientes, aunque varían dependiendo de la marca que lo fabrica (o de la receta casera utilizada) suelen ser café, anís seco o aguardiente, canela en rama, corteza de naranja y de limón, azúcar, clavo y agua.
Este licor se tomaba en otras muchas zonas de España, en Galicia se conoce como resolio y en Cataluña como: rosolis. También aparece en varias partes de Europa, aromatizado con ingredientes similares y con denominaciones parecidas: en francés: rossolis, en italiano: rosolio, en croata rosolj.

## Características
Es una bebida con un sabor muy característico y se suele tomar solo o con hielo tras las comidas y muchas veces acompañado de dulces, como el también típico de Cuenca alajú. Las épocas del año en las que más se suele consumir el resolí son la Navidad y, sobre todo, la Semana Santa. Tomado con moderación, tiene propiedades digestivas.
El resoli que se encuentra en establecimientos comerciales es embotellado, muy a menudo, en recipientes cuyas formas están íntimamente relacionadas con la ciudad de Cuenca: las Casas Colgadas y edificios colindantes, un nazareno, etc. Algunos restaurantes de Cuenca suelen servirlo, como cortesía de la casa tras el postre, en pequeños porrones de cristal.
Como curiosidad cabe destacar que, si bien la grafía correcta de la palabra es resoli (palabra llana y no acentuada), la mayoría de los turistas que visitan Cuenca la pronuncian resolí, es decir, como palabra aguda y acentuada. El motivo es por una marca comercial de este licor, que se hizo famosa por dos cosas: en primer lugar, por envasar el licor en pequeños recipientes que tenían forma de las típicas Casas Colgadas de Cuenca; y en segundo lugar, sucede que en la caja, para destacar la marca, el punto de la "i" lo extendieron, haciendo confundir a la gente su nombre común, y quien compraba una de sus cajas con el licor embotellado dentro del recipiente lo pronunciaba con el nombre de "resolí" (al confundir el punto por tilde). La palabra "resoli" procede de "rosoli"; sin embargo, "resolí" se define como el marketing de una marca comercial. Así que tras hacerse famosa ha logrado que la acepte la RAE como sinónimo de la verdadera palabra. En ediciones anteriores el diccionario de La Real Academia Española solamente adjuntaba en sus páginas las palabras rosoli y resoli, pero hoy en día, en su última edición, acepta rosoli, resoli y resolí.